# Anya Kop
Anya Kanani Rozova (sinh ngày 03 tháng 1 Năm 1989) là một người mẫu thời trang. Sinh ra ở Nga, Rozova đã được nhập quốc tịch Hoa Kỳ và được bố mẹ nuôi nuôi lớn lên ở Hawaii. Với tên gọi là Anya Kop, Rozova là Á hậu của kỳ thi thứ mười của America's Next Top Model. Sau khi xuất hiện trên America's Next Top Model, Rozova thay đổi họ của mình từ Kop thành họ gốc tiếng Nga của cô, Rozova.
Sinh ra ở Leningrad, CHXHCNXV Liên bang Nga, Liên Xô (nay là Saint Petersburg, Nga), Rozova đã được nhận làm con nuôi lúc bốn tuổi bởi Mike Kop và Bal Patterson và lớn lên tại khu vực Waialae của Honolulu, Hawaii .Rozova tham dự Trường tiểu học Moanalua và Trường trung học cơ sở Moanalua sau đó tốt nghiệp. Trường trung học phổ thông Waipahu trong năm 2007  Trong trường trung học, Rozova nhảy Hula và Tahitian, và là một thành viên của Câu lạc bộ Polynesia.